# 荒木浩 (東京電力)
荒木 浩（あらき ひろし、1931年4月18日 - 2021年12月6日）は、日本の実業家。第8代東京電力社長（1993年6月 - 1999年5月）。元会長（1999年5月 - 2002年）

## 来歴
東京都出身。旧制成蹊高校を経て、1954年東京大学法学部卒業、東京電力入社。
1993年に社長となる。1999年から会長。
2002年に原発データ改竄事件を受け引責辞任し同社顧問。2011年まで顧問を務めた。
2021年12月6日、老衰のため死去。90歳没。

### 福島の原発建設の見返りにサッカー場寄贈
就任後福島第一原子力発電所の改良型沸騰水型原子炉の増設に奮闘。地元へは見返りとして総建設費130億円の大型サッカー施設Jヴィレッジ（サッカーグランド12面、雨天練習用グラウンド、博物館、ホテル、殿堂付き）を建設・寄贈した。当時はJリーグ発足まもない時期で、また2002 FIFAワールドカップ招致を目指す日本サッカー協会にとっても大歓迎であったが、一方でこういった「アメとムチ」のやり方は地元の議員（日本社会党など）からは「落下傘部隊による町おこしだ」などと疑問の声が多く寄せられた。

## 人物
社長に就任するまで毎日鎌倉市から1時間半かけて通勤していたが、社長就任後は緊急招集にも対応できるよう都内で一人暮らし。趣味は宇宙観察で幼い頃の夢は天文学者。都内は「光害」が多いため鎌倉のほうが空が好きだと語っていた。社長退任後は再び鎌倉に戻っている。就職の第一希望は石炭会社だった。福田康夫とは深い付き合い。

### 発言録
- 「原子力は資源を持たない日本が、エネルギーを安定確保していくための重要な柱で、推進の姿勢は変えることはできない」原子力には、もともと危険な側面があって、それを科学の粋を集めて抑え込んでいるのも事実だ。しかし、火力などと組み合わせて原子力を活用する『電源のベストミックス』の枠組みの維持はぜひとも必要だ。動燃のトラブルで、原子力関係の事業は逆境にあるが、電力業界としては、原発を安全に運転することで重要性を理解してもらうよう全力を尽くす」（1997年）[7]。
- 「キーワードは破壊力と創造力」（1999年の入社式で）[8]。
- 「これからは横綱の綱はそんなに長く貼れない」[9]。

### 略歴
- 1954年（昭和29年）3月 東京大学法学部政治学科卒業
- 1954年（昭和29年）4月 東京電力株式会社入社
- 1983年（昭和58年）6月 東京電力株式会社取締役
- 1986年（昭和61年）6月 東京電力株式会社常務取締役
- 1991年（平成3年）6月 東京電力株式会社取締役副社長
- 1993年（平成5年）6月 東京電力株式会社取締役社長
- 1994年（平成6年）6月 社団法人経済同友会副代表幹事
- 1995年（平成7年）6月 電気事業連合会会長
- 1999年（平成11年）5月 社団法人経済団体連合会副会長
- 1999年（平成11年）6月 東京電力株式会社取締役会長
- 2002年（平成14年）5月 社団法人日本経済団体連合会副会長
- 2002年（平成14年）6月 株式会社テレビ東京監査役
- 2002年（平成14年）9月 東京電力株式会社顧問
- 2004年（平成16年）6月 鹿島建設株式会社監査役
- 2004年（平成16年）6月 株式会社三井住友フィナンシャルグループ監査役
- 2006年（平成18年）6月 株式会社三井住友銀行監査役

### その他役職
- 日本経済団体連合会副会長
- 電気事業連合会会長
- CALS技術研究組合理事長